# Demonax punctifemoralis
Demonax punctifemoralis là một loài bọ cánh cứng trong họ Cerambycidae.